# Maya Memsaab
Maya Memsaab (en hindi: माया मेमसाब) es una película dramática de misterio india dirigida por Ketan Mehta. La película está basada en la famosa novela Madame Bovary de Gustave Flaubert. Maya Memsaab ganó el National Film Award – Mención especial en 1993. Los derechos de esta película ahora son propiedad de Red Chillies Entertainment de Shahrukh Khan.

## Argumento
La joven, bella e inteligente Maya (Deepa Sahi) vive con su padre en una mansión palaciega en la India rural. Cuando su padre sufre un derrame cerebral, ella llama al Dr. local Charu Das, quien llega en su bicicleta y le receta tratamiento a su padre. Él viene a menudo, más con el pretexto de verla que a su padre. Confundidos, se casan. Pasan los años y Charu está absorta en el tratamiento de pacientes, dejando a Maya sola para reflexionar sobre su propio destino y su vida. Y no pasa mucho tiempo antes de que un joven llamado Rudra entre en su vida y le sigue una aventura. Esto no dura mucho, ya que un hombre mucho más joven, Lalit (Shahrukh Khan) ahora entra en su vida y comienzan una aventura apasionada. Pero de nuevo, Maya no está satisfecha ya que anhela más que las necesidades carnales. Todo el tiempo, esta ama de casa aburrida se siente atraída por objetos caros y gasta imprudentemente en ropa y muebles, incluso si tiene que pedir prestado dinero. Ella hipoteca su casa a Lalaji. Finalmente, la realidad la alcanza. Lalaji presenta una orden judicial para tomar posesión de su casa. Rudra y Lalit la abandonan y esto la lleva a tomar una bebida mística que antes se anunciaba en las calles para pedirle un deseo con la condición de que tuviera un corazón puro. La bebida hace que parpadee brillantemente y desaparezca. Esto deja a dos investigadores para investigar quién o qué realmente mató a Maya.

## Reparto
- Deepa Sahi como Maya.
- Farooq Shaikh como Dr. Charu Das
- Raj Babbar como Rudra.
- Shahrukh Khan como Lalit.
- Paresh Rawal como Lalaji.

## Banda sonora
Todas las letras escritas por Gulzar y toda la música compuesta por Hridaynath Mangeshkar.

| Maya Memsaab |                             |                             |          |  |
| N.º          | Título                      | Cantante(s)                 | Duración |  |
| 1.           | «O Dil Banjare»             | Lata Mangeshkar             | 4:43     |  |
| 2.           | «Ek Haseen Nigah Ka»        | Kumar Sanu                  | 3:56     |  |
| 3.           | «Khud Se Baatein»           | Lata Mangeshkar             | 4:36     |  |
| 4.           | «Mere Sarahane Jalao Sapne» | Lata Mangeshkar             | 5:43     |  |
| 5.           | «Ek Haseen Nigah Ka»        | Kumar Sanu, Lata Mangeshkar | 3:54     |  |
| 6.           | «Ye Shehar Bada»            | Lata Mangeshkar             | 5:43     |  |
| 7.           | «Chhaya Jagi»               | Hridaynath Mangeshkar       | 3:10     |  |
| 8.           | «Ek Haseen Nigah Ka female» | Lata Mangeshkar             | 3:54     |  |
| 35:39        |                             |                             |          |  |